# 오사카 메리어트 미야코 호텔

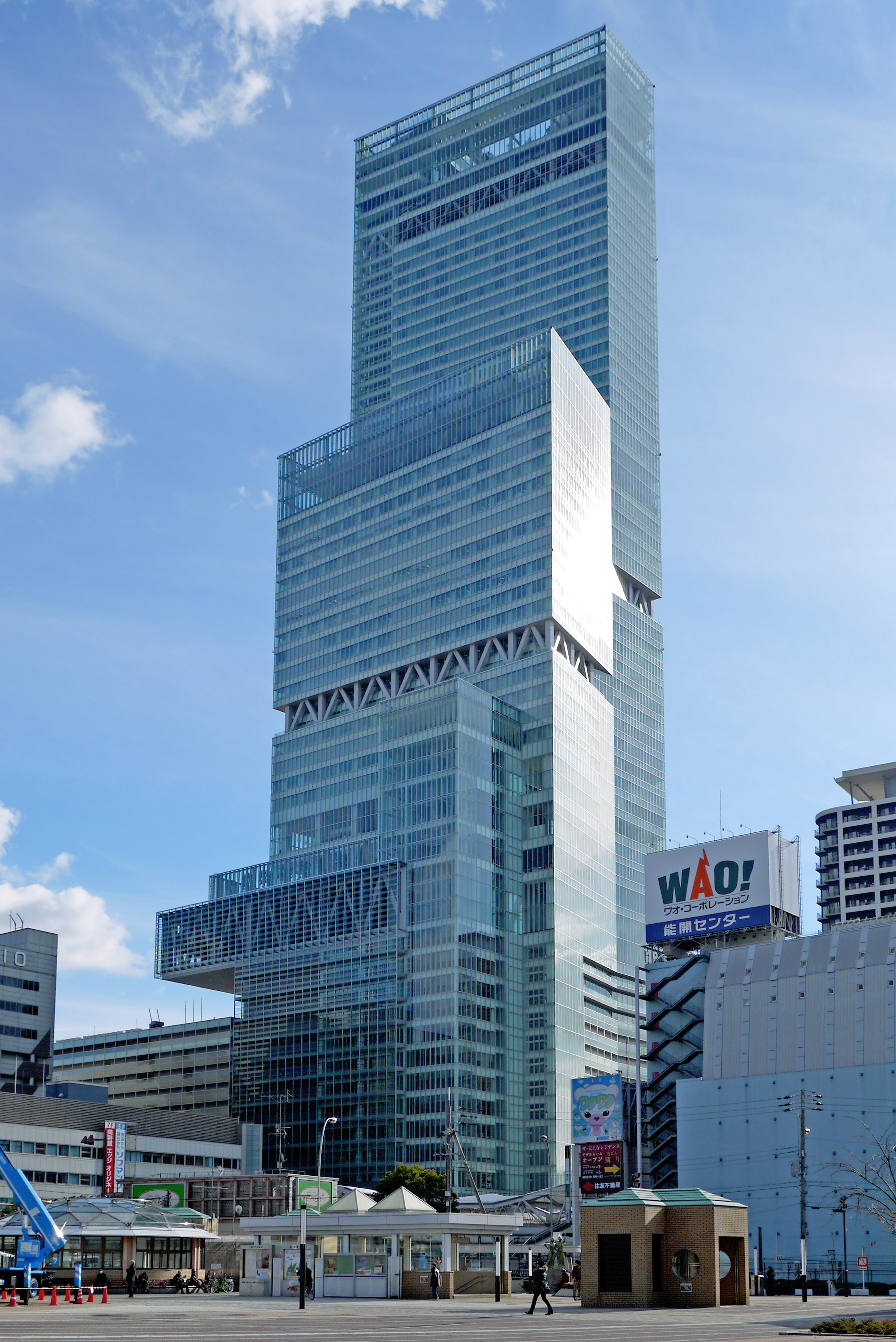
오사카 메리어트 미야코 호텔이 입주해 있는 아베노하루카스 (2013년 5월)

오사카 메리어트 미야코 호텔(일본어: 大阪マリオット都ホテル, 영어: Osaka Marriott Miyako Hotel)은 일본 오사카부 오사카시 아베노구에 있는 호텔로, 아베노하루카스에 입주해 있다.